# 穆斯塔法一世
穆斯塔法一世（1591年—1639年1月20日）是奥斯曼帝国的蘇丹，1617年至1618年及1622年至1623年在位。
穆斯塔法一世是穆罕默德三世與哈莉瑪蘇丹所生之子、艾哈邁德一世的異母弟，他被記載為一個弱智人士或至少有精神疾病。他實際上只是托卡比皇宮（Topkapi Palace）內宮廷派系鬥爭的一隻棋子。之前的苏丹都会杀光兄弟，但艾哈迈德和穆斯塔法都年幼，艾哈迈德喜爱这个弟弟，也知道如果杀了他，一旦自己再绝后，则皇位后继无人，故没有杀害，因而开了奥斯曼皇子在兄弟登基后存活的先河。在艾哈邁德一世在位時期，穆斯塔法被禁錮接近十四年。
艾哈邁德一世在1617年11月去世後，他的其中一位蘇丹柯塞姆蘇丹運用影響力阻止非她所生的長子奥斯曼二世繼位，在柯塞姆的支持下，由艾哈邁德之弟穆斯塔法一世繼任新蘇丹。穆斯塔法一世在登位3個月後（1618年2月）因無力治理國家而被廢黜，由他的年輕姪兒奥斯曼二世繼位。1622年5月，奥斯曼二世在政變中被禁衛軍殺害，穆斯塔法一世被擁立復位，次年9月再次被廢，由柯塞姆的親生子、奥斯曼二世之弟穆拉德四世接替。穆斯塔法一世再次被囚禁，十六年後逝世。